# ミジングモ
ミジングモは、ヒメグモ科に属するクモの一群である。ミジングモ亜科 Hadrotarsinae に属し、いずれもごく小型のクモである。習性としては、アリを専食することが知られている。

## 特徴
見かけでは特に目立つ特徴はない。丸い腹部と楕円形の頭胸部、細いがさほどは長くない歩脚を持つ、小型のクモの群。体長は3-4mm程度までのものが多い。ただしこれは雌の話であり、雄成体については頭部、あるいは頭胸部全体が高く盛り上がっていたり、腹部背面にキチン板があったりと特殊な形態を示すものがある。他の群との区別点としては第一脚の付節腹面に特徴的な短い毛が密生していること、受精嚢が二対あることなどが挙げられる。
和名は微塵（みじん）蜘蛛の意味である。

## 習性
ミジングモ類の大きな特徴は、アリ類を捕食することに特化している点である。牙が長いのも、アリ類を捕食するのに適した形態と見られる。
ただし、捕獲の方法は種によって違いがある。ボカシミジングモではアリの巣近くに糸で足場を組み、そこからぶら下がってアリを待ち、アリが通りすがると噛み付いて素早く退避し、アリが動かなくなってから糸を掛け、吊り上げて食べる。シモフリミジングモは特に網を作らず、アリの行列の側に陣取り、接近してきたアリに糸を掛けて、その上で噛み付いて捕らえる。数匹のアリを連続して捕らえ、まとめて吊り上げ、そこで食べる。
アリを発見するには道しるべフェロモンなどを頼りにしている可能性が考えられている。また、どの種も捕まえたアリを糸で吊り下げてから食べるが、これは仲間のアリが干渉してくるのを避ける意味があると考えられる。また、種によって様々なアリを狙うもの、特定のアリのみを獲物にするものなどの違いがあり、たとえばシモフリミジングモはケアリ属のみを狩るという。

## 分類
かつてはミジングモ類を全てミジングモ属 Dipoema としていたが、現在では細分されている。以下に、日本で発見されているこの亜科のものを挙げておく。
- Hadrotasinae　ミジングモ亜科
  - Dipoema 　ミジングモ属：シモフリミジングモ・タニカワミジングモ
  - Yaginumena　ヤギヌマミジングモ属：ボカシミジングモ・コアカクロミジングモ・マダラミジングモ
  - Lasaeola　アイチミジングモ属：アイチミジングモ・オキナワミジングモ・ヨナミジングモ・ヨシダミジングモ
  - Phycocoma　ツツミジングモ属：ヤマトミジングモ・アマミミジングモ・ホシミジングモ・カニミジングモ・キベリミジングモ・クロホシミジングモ
  - Euryopis　ヒラタヒメグモ属：キマダラヒラタヒメグモ・ヤホシヒラタヒメグモ・クロヒラタヒメグモ・フタホシヒラタヒメグモ
  - Emertonella　シロカネヒラタヒメグモ属：シロカネヒラタヒメグモ